# جتی رائه
جتی ری (متولد ۱۳ ژانویه ۱۹۸۷) یک خواننده و ترانه‌سرای فولک مستقل آمریکایی است که کارش در کونا، هاوایی آغاز شد، اما اکنون در میشیگان زندگی می‌کند.
موسیقی جتی ری توسط شرکت‌هایی مانند مایکروسافت، پتکو، آمازون دات کام و بن و جری برای تبلیغ برندهایشان استفاده شده‌است. او به خاطر «گرفتن اشعار و افزودن عمقی که کمتر هنرمندی می‌تواند» شناخته شده‌است.
جتی ری در ۱۳ ژانویه ۱۹۸۷ در اسپرینگفیلد، اورگان به دنیا آمد او توسط والدینش، تیوین و کاتلین، در خانواده‌ای هنردوست در نزدیکی شهر کوهستانی هپی کمپ، کالیفرنیا، بزرگ شد، قبل از اینکه برای مدت کوتاهی به کلرادو اسپرینگز، کلرادو نقل مکان کند. پدر و مادر او مبلغان مذهبی بودند که از آنها می‌خواستند اغلب نقل مکان کنند تا در نهایت در شارلوا، میشیگان مستقر شوند، جایی که جتی ری در دبیرستان شارلووکس تحصیل کرد. مادر جتی یک گروه تئاتر به نام راگامافین راه اندازی کرد که در آن جتی نقش‌های زیادی داشت. رائه در ابتدا از طریق علاقه اش به شعر با ترانه‌سرایی آشنا شد.